# Christian Fredrik Hardt
Christian Fredrik Hardt, född 2 januari 1715 i Västervik, Kalmar län, död 8 januari 1768 i Malmö, var en svensk guldsmed, organist och orgelbyggare i Malmö. Han var organist i Sankt Petri kyrka i Malmö mellan 1760 och 1768 och efterträdde Henrik Rudolf Braune på denna tjänsten. Han lärde sig orgelbyggeri av Braune. Hardt byggde 12 orglar i Lunds stift. 

## Biografi
Christiern Frederic Hardt föddes 2 januari 1715 i Västervik. Han var son till handelsmannen Petter Paul Hardt och Anna Maria Neugebauer. Hardt blev 1730 lärgosse hos guldsmeden Lars (Lorentz) Pihl på östra kvarteret nummer 70 i Västervik.
Hardt blev 1739 gesäll hos guldsmeden Johan Friedrich Steltzner i Malmö. Den 22 juli 1740 anmälde Steltzner honom till Guldsmedsämbetet för att få göra ett mästarprov. Han fick i uppgift att tillverka en kaffekanna i silver till nästan möte. Hardt blev 13 augusti antagen som ledamot och mästare efter att Guldsmedsämbetet godkände kaffekannan. Han blev 16 augusti delägare tillsammans med Steltzner. Hardt gifte sig 1740 med Elisabet Margaretha Steltzner (1721–1743). Hon var dotter till guldsmeden Johan Friedrich Steltzner och Ingri Gretha Hammargren i Malmö. Hardt och Steltzner fick tillsammans barnen Anna Gretha och Petter Paul. 1741 flyttade familjen till fjärde roten nummer 321–322, år 1743 till nummer 320 och år 1744 till nummer 318.
Hardt gifte sig andra gången med Rosina Eib. De fick tillsammans barnen Caspar Magnus (född 1744), Frantzs Christian (född 1746), Ulrica (född 1747), Fredrich Christian (född 1749–1759), Anna Sophia (född 1751), Frans Christian (född 1754), Maria Elisabet (född 1756) och Carl Fredrich (född 1759). 1745 flyttade familjen till femte roten 405-406. 
Han lärde sig orgelbyggeri av orgelbyggaren och färgaren Henrik Rudolf Braune i Malmö. Hardt byggde små orgelverk på landsbygden i Skåne. Hardt arbetade som organist och guldsmed i Malmö. Hardt avled 1767.
Hardt blev 1760 organist vid Sankt Petri kyrka, Malmö i Sankt Petri församling efter organisten Henrik Rudolf Braune.
Han byggde orglarna med kort oktav i basen. En elev till Hardt var Andreas Malmlöf.[källa behövs]

## Lista över orglar
| År          | Ursprunglig kyrka       | Stift | Bild | Manualer | Pedal | Stämmor | Bevarad orgel/fasad | Övrigt |
| ----------- | ----------------------- | ----- | ---- | -------- | ----- | ------- | ------------------- | --- |
| 1750 (1752) | Hyllie kyrka            | Lunds |      | 1        |       | 6       | Nej/Nej             | En ny orgel byggdes 1849 av Johan Ernst Bäckström, Strömstad. |
| 1751        | Maglarps kyrka          | Lunds |      |          |       | 6       | Nej/Nej             | En ny orgel byggdes 1842 av Pehr Lund, Lund. HGardts orgel såldes 1843 till Höörs kyrka. En ny orgel byggdes i Höörs kyrka 1853 av Sven Fogelberg, Lund.                           |
| 1752        | Bunkeflo kyrka          | Lunds |      | 1        |       | 6       | Nej/Nej             | En ny orgel byggdes 1848 av Johan Ernst Bäckström, Strömstad. |
| 1752        | Rängs kyrka             | Lunds |      | 1        |       | 6       | Nej/Nej             | En ny orgel byggdes 1881 av Rasmus Nilsson, Malmö. |
| 1758        | Katslösa kyrka          | Lunds |      |          |       |         | Nej/Nej             | Orgeln skänktes av baronessan Stakelberg. En ny orgel byggdes 1896 av Rasmus Nilsson, Malmö.                                                                                       |
| 1758        | Höja kyrka              | Lunds |      |          |       | 8       | Nej/Nej             | En ny orgel byggdes 1888 av Salomon Molander & Co, Göteborg. |
| 1759        | Östra Sönnarslövs kyrka | Lunds |      |          |       | 8       | Nej/Nej             | Orgeln ersattes av ett harmonium som köptes in 1912. En ny orgel byggdes 1966 av Gebrüder Jehmlich, Dresden, DDR.                                                                  |
| 1760        | Everöds kyrka           | Lunds |      |          |       | 6       | Nej/Nej             | En ny orgel byggdes 1894 av Anders Victor Lundahl, Malmö. |
| 1762        | Lyby kyrka              | Lunds |      |          |       |         | Nej/Nej             | En ny orgel byggdes 1856 av Johan Magnus Blomqvist. |
| 1762        | Hyby kyrka              | Lunds |      |          |       | 6       | Nej/Nej             | Orgeln skänktes av kammarherre Trolle. En ny orgel byggdes 1830 av Carl Grönvall, Hyby.                                                                                            |
| 1763        | Asmundtorps kyrka       | Lunds |      |          |       | 6       | Nej/Nej             | En ny orgel byggdes 1841 av Johan Nicolaus Söderling, Göteborg. Hardts orgel flyttades 1846 till Tofta kyrka. En ny orgel byggdes i Tofta kyrka 1897 av Åkerman & Lund, Stockholm. |
| 1768        | Vittskövle kyrka        | Lunds |      |          |       | 6       | Nej/Nej             | Orgeln skänktes av baron Christian Barnekow. En ny orgel byggdes 1928 av Olof Hammarberg, Göteborg.                                                                                |
| 1769        | Falsterbo kyrka         | Lunds |      | 1        | -     | 5       | Ja/Ja               | Skrev endast kontraktet, bygget fullföljdes av Andreas Malmlöf. Han fullbordade orgeln med 5 stämmor år 1769. Orgeln renoverades 1954 av Einar Berg, Stockholm.                    |

### Reparationer
| År   | Ursprunglig kyrka               | Stift | Bild | Manualer | Pedal | Stämmor | Bevarad orgel/fasad | Övrigt      |
| ---- | ------------------------------- | ----- | ---- | -------- | ----- | ------- | ------------------- | ----------- |
| 1756 | Sankt Nicolai kyrka, Trelleborg | Lunds |      |          |       |         |                     | Reparation. |

## Medarbetare
- Nicolaus Björbeck. Han var 1742 gesäll hos Hardt.[11]
- Boiman. Han var 1744 gesäll hos Hardt.[13]
- Jacob Haggren. Han var 1746 gesäll hos Hardt.[17]
- Damrath. Han var 1748 gesäll hos Hardt.[19]
- Schröder. Han var 1749 gesäll hos Hardt.[20]